# Jürgen Deininger

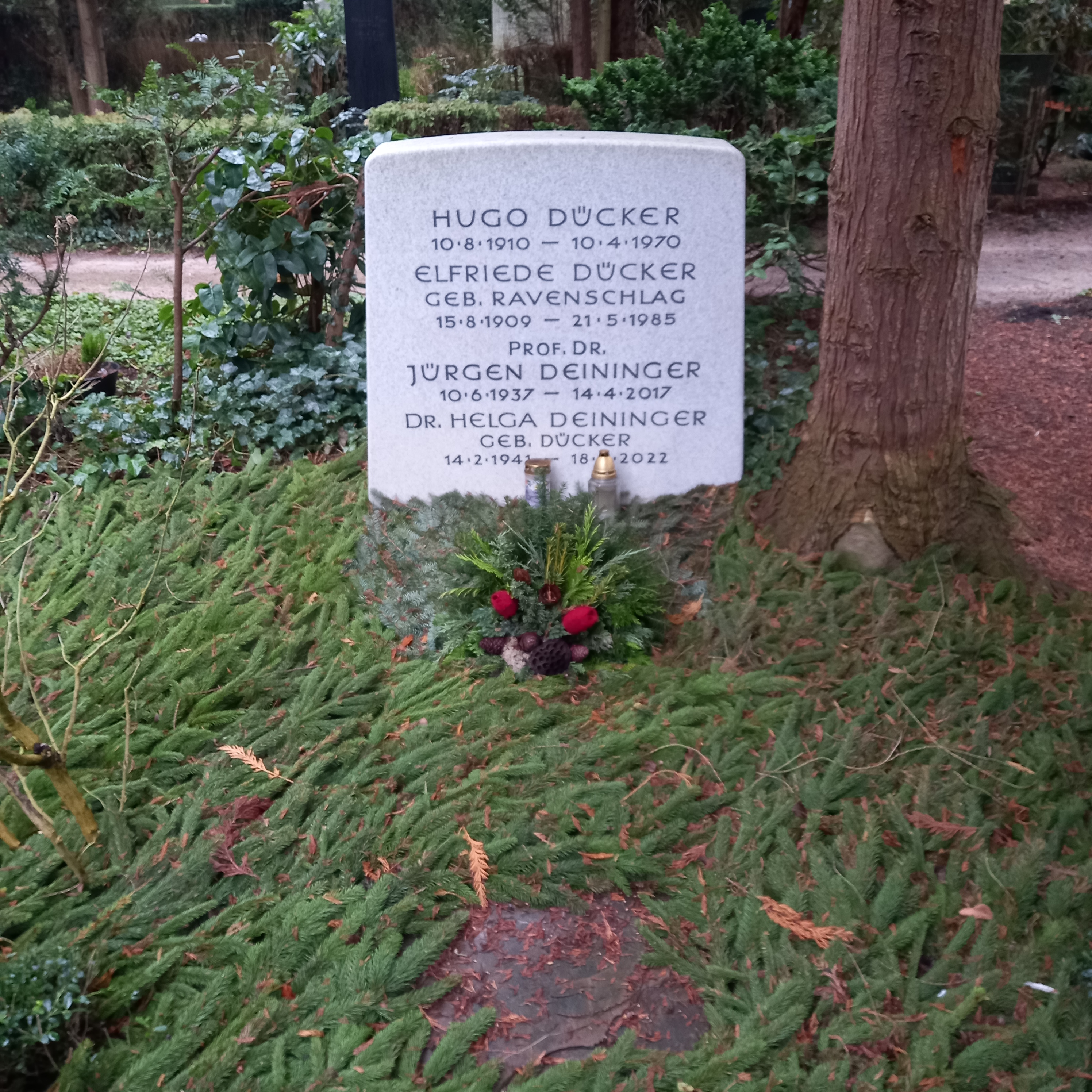
Das Grab von Jürgen Deininger und seiner Ehefrau Helga, geborene Dücker, auf dem Nienstedtener Friedhof in Hamburg

Jürgen Rolf Deininger (* 10. Juni 1937 in Schwäbisch Gmünd; † 14. April 2017 in Hamburg) war ein deutscher Althistoriker. 

Der Sohn einer schwäbischen Kaufmannsfamilie legte 1956 das Abitur ab. Er studierte von 1956 bis 1961 Geschichte, Latein, Französisch und Politikwissenschaft an den Universitäten Tübingen und Freiburg im Breisgau. Seine Promotion über Die Provinzialversammlungen im römischen Kaiserreich in der Zeit des Prinzipats bei Joseph Vogt und das Erste Staatsexamen folgten 1961 in Tübingen. Als wissenschaftlicher Assistent von Walter Schmitthenner war er von 1963 bis 1967 an der Universität des Saarlandes und von 1967 bis 1969 an der Universität Freiburg im Breisgau tätig. Im Jahr 1969 habilitierte er sich dort bei Schmitthenner über das Thema Der politische Widerstand gegen Rom in Griechenland in Alter Geschichte. Von 1969 bis 1976 war Deininger als Nachfolger von Robert Werner ordentlicher Professor für Alte Geschichte an der Freien Universität Berlin. Eine gleichzeitig erhaltene Berufung nach Bochum lehnte er ebenso ab wie Berufungen nach Düsseldorf und Frankfurt am Main. In Berlin entwickelten sich lebenslange Freundschaften mit Werner Dahlheim, Alexander Demandt, Kurt Raaflaub und Wolfgang Schuller.
Von 1976 bis zu seiner Emeritierung 2002 war er als Nachfolger von Hans Rudolph ordentlicher Professor für Alte Geschichte an der Universität Hamburg. Deininger war Beauftragter für die Partnerschaft mit der Universität Bordeaux und gestaltete dadurch maßgeblich die wissenschaftlichen Beziehungen der Universität Hamburg zu Frankreich. Deininger war Gastprofessor 1981/82 und 1991/92 an der Universität Bordeaux. Er war seit 1970 verheiratet. Seine Ehefrau Helga Deininger gab am Historischen Seminar über viele Jahre die Kurse „Französisch für Historiker“. Deininger war seit 1993 Mitglied der Joachim-Jungius-Gesellschaft der Wissenschaften (später der Akademie der Wissenschaften in Hamburg). Er wurde 2007 von der Universität Michel de Montaigne Bordeaux III mit der Ehrendoktorwürde und 2012 als Chevalier dans l’Ordre des Palmes Académiques ausgezeichnet. Er lebte bis zu seinem Tod in Hamburg-Othmarschen.
Deiningers Forschungsschwerpunkte waren die römische Reichsbildung, der Wandel von der Republik zur Monarchie in Rom und die Verfassungsentwicklung im Altertum. Er legte fünf Monographien und über sechzig Aufsätze vor. Deininger war Herausgeber von zwei Bänden der Max-Weber-Gesamtausgabe (Die römische Agrargeschichte in ihrer Bedeutung für das Staats- und Privatrecht sowie Zur Sozial- und Wirtschaftsgeschichte 1893–1908). Deininger erforschte auch Max Webers Sicht über das Altertum. Er legte 1997 eine Darstellung über die Elbe in Politik und Literatur der Antike vor.

## Schriften (Auswahl)
Monographien
- Die Provinziallandtage der römischen Kaiserzeit von Augustus bis Diokletian (= Vestigia. Beiträge zur alten Geschichte. Band 6). Beck. München 1965 (Zugleich: Tübingen, Universität, Phil Dissertation).
- Der politische Widerstand gegen Rom in Griechenland, 217–86 v. Chr. De Gruyter, Berlin u. a. 1971, ISBN 3-11-001605-2 (Zugleich: Freiburg i. Br., Universität, Habilitations-Schrift, 1968/69).
- Die antike Welt in der Sicht Max Webers (= Eichstätter Hochschulreden. Band 59). Minerva Publikation, München 1987, ISBN 3-597-30059-6.
- Flumen Albis. Die Elbe in Politik und Literatur der Antike (= Berichte aus den Sitzungen der Joachim-Jungius-Gesellschaft der Wissenschaften e. V. Band 15, Heft 4). Joachim-Jungius-Gesellschaft der Wissenschaften, Hamburg 1997, ISBN 3-525-86294-6.

Herausgeberschaften
- Max Weber. Gesamtausgabe. Abteilung 1. Band 2: Die römische Agrargeschichte in ihrer Bedeutung für das Staats- und Privatrecht. Mohr, Tübingen 1986, ISBN 3-16-844982-2.
- Max Weber, Gesamtausgabe. Abteilung 1. Band 6: Zur Sozial- und Wirtschaftsgeschichte des Altertums. Schriften und Reden 1893–1908. Mohr, Tübingen 2006, ISBN 3-16-148800-8.